# عثمان باشا المحصل
عثمان باشا المحصل ‏ ( - 27 نوفمبر 1750 في جدة) سياسي عثماني شغل منصب والي مصر منذ 1733 حتى 1735.